# Victor Reinier
Victor Reinier, pseudonimo di Victor Reinier Nieuwenhuijzen (Amsterdam, 2 maggio 1963), è un attore e conduttore televisivo olandese.

## Biografia
Tra i suoi ruoli più noti, figurano quello di Dick Fledder nella serie televisiva Baantjer (1995-2006) e quello del Det. Floris Wolfs nella serie televisiva Flikken - Coppia in giallo (Flikken Maastricht, 2007-..., serie dove è co-protagonista insieme all'attrice Angela Schijf), mentre tra le trasmissioni televisive da lui condotte, figurano il quiz di RTL 4 Lucky Letters (1997-2001) e il programma RTL Boulevard (2008-2011).
È figlio del grafico Kees Nieuwenhuijzen e nipote dell'attrice Annet Nieuwenhuijzen. È soprannominato "Slick Vic".

### Vita privata
È stato sposato dal 1991 al 2007 con l'attrice e scenografa Anja Geels, con la quale ha avuto due figli, Jesse e Janna.
Nel 2007 ha avuto una lunga relazione con Kim Petit, relazione ripresa nel 2009, dopo una temporanea interruzione seguita al recupero della fidanzata da un grave incidente avvenuto nella notte tra il 4 e il 5 settembre 2007, quando lei aveva 26 anni (la caduta dalla finestra di una camera di un albergo di Maastricht condivisa con l'attore, caduta che l'aveva portata al coma).
Altra sua "fiamma" dopo la separazione dalla moglie è stata la stilista olandese di origine italiana Graziella Ferraro, frequentata ad inizio 2009.

## Filmografia parziale

### Attore

#### Cinema
- Alissa in Concert (1990)
- My Blue Heaven (1990)
- Rerun (1992)
- Flodder in Amerika! (1992)
- Weg (1996; ruolo: Vincent)
- Baantjer, de film: De Cock en de wraak zonder einde (1999) - ruolo: Dick Fledder)
- Lef (1999)
- The Horseless Prince (2003)
- De brief voor de koning (2008)
- Caged (2010)
- Nova zembla (2011) - ruolo: Jacob van Heemskerck

#### Televisione
- Cursus voor beginners in de liefde (1989)
- Koeman & Co. (film TV, 1990)
- Spijkerhoek (serie TV, 21 episodi, 1990-1991; ruolo: Bas de Vries)
- Oppassen!!! (serie TV, 1 episodio, 1992)
- Coverstory (serie TV, 2 episodi, 1993-1995)
- Flodder (serie TV, 1 episodio, 1994)
- Een galerij (serie TV, 1 episodi, 1994)
- Baantjer (serie TV, 135 episodi, 1996-2005; ruolo: Det. Dick Vledder)
- Maten (film TV, 1999)
- Pittige tijden (serie TV, 1 episodio, 1999)
- Gooische vrouwen (serie TV, 2005-2007; ruolo: Anton van Kampen)
- Aspe (serie TV, 2006; ruolo: Freek Keyzer)
- Flikken - Coppia in giallo (Flikken Maastricht) - serie TV, 105+ episodi (2007 - ...) - ruolo: Floris Wolfs
- De overloper (film TV, 2012; ruolo: Floris Wolfs)

### Sceneggiatore
- Baantjer (serie TV, 4 episodi, 2003-2005)
- Flikken - Coppia in giallo (serie TV, 3 episodi, 2007)

## Programmi televisivi
- Lucky Letters (1997-2001; emittente: RTL 4)
- Typisch '70 (2003)
- Victoer op zoek (2003)
- Klaar voor de staart (2003; emittente: SBS 6)
- De Sponsor Loterij Trap (2003-2004)
- RTL Boulevard (2008-2011)
- De beste zangers van Nederland (2010; emittente: TROS)
- Timboektoe (2010; emittente: Nederland 1, TROS)

## Doppiatori italiani
Nelle versioni in italiano delle opere in cui ha recitato, Victor Reiner è stato doppiato da:
- Gianluca Iacono in Flikken - Coppia in giallo[13]